# Province de Dublin

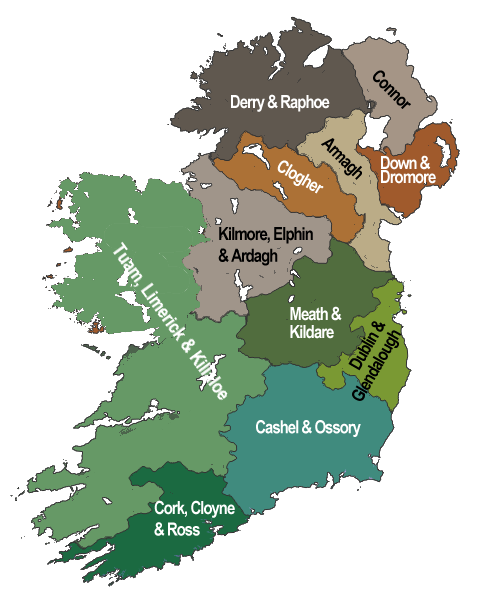
Carte des provinces ecclésiastiques d'Irlande avec la province de Dublin dans les différentes nuances de vert.

La province de Dublin est l'une des deux provinces ecclésiastiques composant l'Église d'Irlande, avec la province d'Armagh. À sa tête se trouve l'archevêque de Dublin (en).
La province comporte cinq diocèses situés dans le sud de l'Irlande :
- Cashel et Ossory
- Cork, Cloyne et Ross
- Dublin et Glendalough
- Limerick et Killaloe
- Meath et Kildare